# Kadena
Kadena (en llatí Cadena, en grec antic Κάδηνα) era una ciutat de Capadòcia esmentada per Estrabó. Diu que era la residència reial de Sisinna, que en el seu temps (va néixer cap a l'any 50 aC i va morir el 20) aspirava a la sobirania sobre els capadocis.
La seva situació es desconeix, però podria ser l'actual Niğde.